# Jazghulóm
Jazghulóm, Mazórdara nebo také Óbimazór (rusky Язгулем, Мазардара nebo Обимазар) je řeka v Tádžikistánu (Horní Badachšán). Je 80 km dlouhá. Povodí má rozlohu 1970 km².

## Průběh toku
Pramení z ledovců na severním svahu Jazghulómského hřbetu a protéká hlubokou dolinou. Ústí zprava do Pjandže (povodí Amúdarji).

## Vodní režim
Zdroj vody je smíšený s převahou ledovců. Ke zvýšení hladiny dochází od června do září. Průměrný průtok vody ve vzdálenosti 6 km od ústí činí 36,2 m³/s. Od konce listopadu do února se na řece objevují ledy.